# Jakub Vencovský
Jakub Vencovský est un joueur tchèque de volley-ball né le 14 janvier 1985. Il joue au poste de réceptionneur-attaquant. 

## Palmarès

### Clubs
Championnat de République tchèque:
- 2003, 2015, 2016[1]
- 2004, 2005, 2007, 2010, 2014
- 2006

Top Teams Cup:
- 2005

Coupe de République tchèque:
- 2007, 2008, 2009, 2014, 2016[2]